# Deutscher Soldatenfriedhof Morhange
| Friedhof                                                                       | Friedhof    |
| ------------------------------------------------------------------------------ | ----------- |
| Deutscher Soldatenfriedhof Morhange (Cimetière militaire allemand de Morhange) |             |
| Land:                                                                          | Frankreich  |
| Département:                                                                   | Moselle     |
| Ort:                                                                           | Morhange    |
| Einweihung:                                                                    | August 1914 |

Der deutsche Soldatenfriedhof Morhange ist ein Soldatenfriedhof in der lothringischen Ortschaft Morhange (deutscher Name von 1871 bis 1918 Mörchingen). Der Friedhof ist die letzte Ruhestätte für 4754 deutsche Soldaten des Ersten Weltkrieges, die in 1966 Einzel- und 2 Kameradengräbern bestattet wurden.

## Geschichte
Mörchingen war zwischen 1871 und dem Ende des Ersten Weltkrieges 1918 deutsche Garnisonsstadt. Verschiedene Regimenter sollten den „Grenzschutz gegen Frankreich“ sicherstellen. Zu den Regimentern, die zumindest zeitweise dort stationiert waren, gehörten das Infanterie-Regiment „Graf Barfuß“ (4. Westfälisches) Nr. 17, das 2. Lothringische Infanterie-Regiment Nr. 131, das 5. Lothringische Infanterie-Regiment Nr. 144 sowie Teile des 4. Lothringischen Feldartillerie-Regiments Nr. 70 und des 2. Hannoverschen Ulanen-Regiments Nr. 14. Darüber hinaus war Mörchingen ab 1890 Sitz des Stabes der 65. Infanteriebrigade der 42. Division.

## Erster Weltkrieg
Bereits wenige Tage nach Beginn des Ersten Weltkrieges kam es im lothringischen Grenzgebiet zu Gefechten zwischen deutschen und französischen Einheiten, so am 11. August 1914 beim Gefecht bei Lagarde, dem vom 20. bis 22. August 1914 die Schlacht in Lothringen (französisch « Bataille de Morhange » [Schlacht von Mörchingen] genannt) folgte. Im Zuge dieser und anderer Kampfhandlungen hatten beide Seiten Tausende von Toten zu beklagen. Die Toten wurde in der Regel in Einzelgräbern (insbesondere Offiziere) und Massengräbern (für Mannschaften und unbekannte Soldaten, darunter auch Franzosen) bestattet. Diese Gräber befanden sich häufig direkt am Ort der Kämpfe oder auf Friedhöfen der Umgebung.

### Einrichtung des Soldatenfriedhofes Mörchingen
Die deutsche Garnison verfügte bereits seit 1893 über einen eigenen Friedhof für ihre Angehörigen. Dieser war außerhalb des Ortes im östlich gelegenen „Hellenwald“. Bereits Ende August 1914 legte die deutsche Militärverwaltung den Soldatenfriedhof auf demselben Gelände an, um die Gefallenen der Gefechte und Schlachten dort bestatten zu können. Diese wurden dazu in den umliegenden Ortschaften exhumiert und im Hellenwald neu bestattet. Bis Kriegsende fanden dort mehrere Hundert deutsche Soldaten ihre letzte Ruhestätte. Der größte Teil der Toten gehörte zu bayerischen Einheiten. Andere stammten aus den preußischen Provinzen Brandenburg, Hannover, Schlesien, Schleswig-Holstein und Westpreußen sowie aus dem Herzogtum Braunschweig, dem Reichsland Elsaß-Lothringen, Kurhessen, Mecklenburg und Thüringen.

### Nachkriegszeit

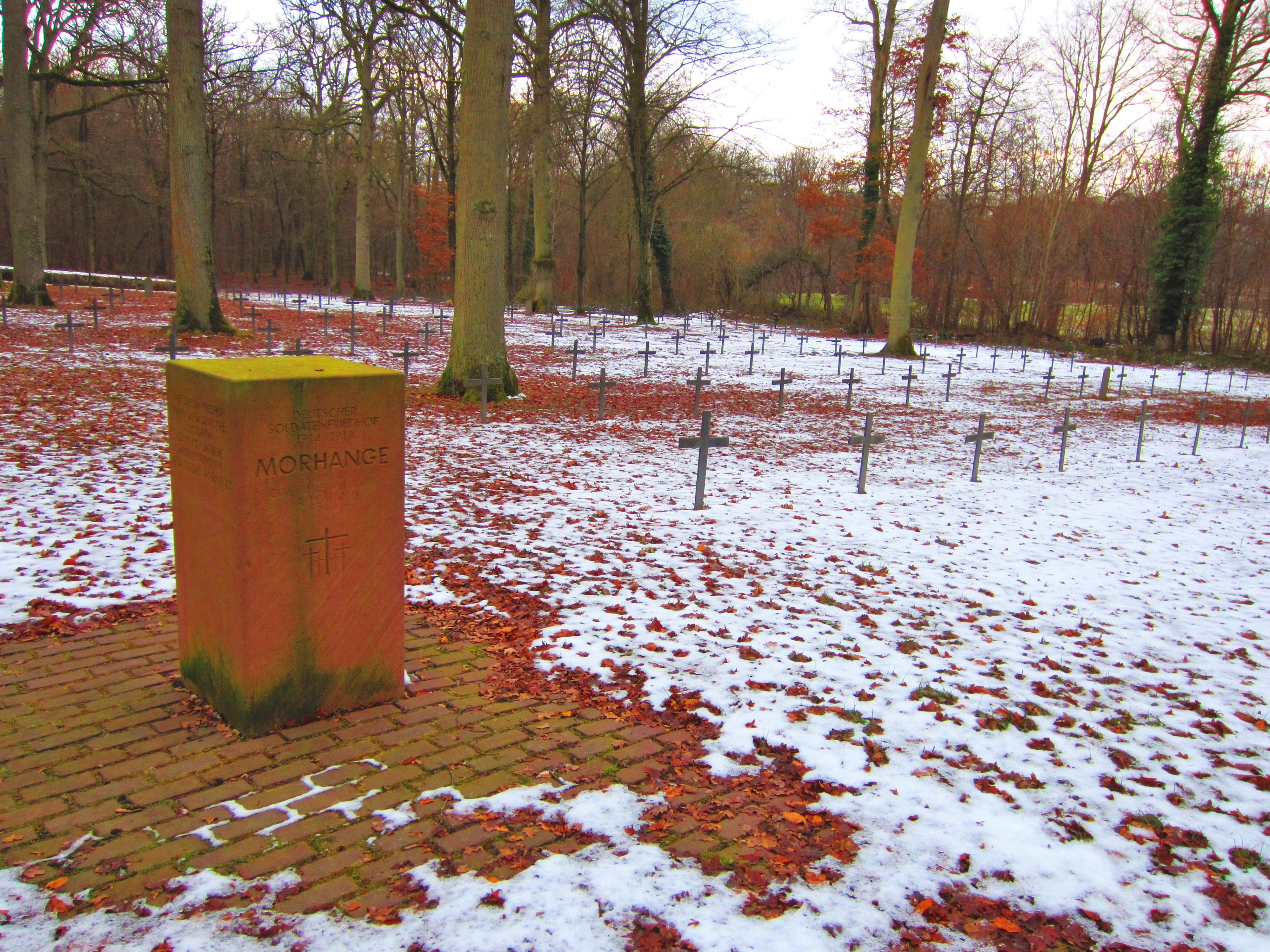
Die Stele auf dem Friedhof trägt die zweisprachigen Inschriften:
„Deutscher Soldatenfriedhof 1914–1918 Morhange Cimetière militaire allemand“ und
„Auf diesem Friedhof ruhen 4754 deutsche Soldaten. Dans ce cimetière militaire reposent 4754 soldats allemands“.

Nach dem Ende des Ersten Weltkrieges exhumierten die Franzosen ihre Gefallenen und bestatteten sie auf eigenen Soldatenfriedhöfen. 1926 wurde ein Abkommen zwischen Frankreich und Deutschland geschlossen, dass die großräumige Zusammenlegung deutscher Gefallener aus 89 umliegenden Gemeinden oder Ortsteilen auf dem Friedhof im Hellenwald erlaubte. Diese Soldaten waren bei Kampfhandlungen getötet oder in Lazaretten verstorben. Darüber hinaus wurden vom Volksbund Deutsche Kriegsgräberfürsorge (VDK) Bäume und Sträucher gepflanzt und der Friedhof begrünt. Des Weiteren wurde ein schmiedeeisernes Tor im neuen Eingangsbereich angebracht. Weitere Arbeiten am Friedhof, wie z. B. die dauerhafte Kennzeichnung der bis dahin mit Holzkreuzen versehenen Gräber, konnten aufgrund von Geldmangel und dem Zweiten Weltkrieg nicht durchgeführt werden.
Erst als das Deutsch-Französische Kriegsgräberabkommen am 19. Juli 1966 in Kraft trat, konnte der VDK seine Arbeit wieder fortsetzen. 1972 wurden die Holzkreuze durch solche aus Schmiedestahl ersetzt, die die Namen und Daten des Toten tragen. Die Namen, der in den Kameradengräbern Bestatteten sind auf Metalltafeln verewigt, die sich auf der Umrandung befinden.
Schließlich wurde der gesamte Soldatenfriedhof nach den Maßgaben des Garten- und Landschaftsbaus umgestaltet, wobei auch ein großes schmiedeeisernes Kreuz errichtet wurde.
Heute sind 4754 Soldaten auf dem Friedhof Morhange bestattet, davon 1965 in Einzelgräbern, von denen eines keinen Namen trägt. In zwei Massengräbern liegen die sterblichen Überreste von 2788 Personen, von denen 72 unbekannt sind. Fünf Gräber jüdischer Soldaten sind mit einer Stele aus Naturstein markiert und in Hebräisch beschriftet.
Die Pflege des Deutschen Soldatenfriedhofs Morhange obliegt dem Volksbund Deutsche Kriegsgräberfürsorge.

## UNESCO-Weltkulturerbe
Als Grab- und Gedenkstätte des Ersten Weltkriegs gehört der „Soldatenfriedhof Morhange“ seit 2023 zum UNESCO-Welterbe in Frankreich.